# Chelín irlandés
El chelín (1s) (en irlandés: scilling) era una subdivisión de la libra irlandesa predecimal, con un valor de 1⁄20 de libra. Vale 12 peniques o la mitad de un florín.
La acuñación original de la moneda desde 1928 hasta 1942 contenía un 75% de plata⁣; esta moneda irlandesa tenía un contenido más alto que la moneda británica equivalente. Estas monedas anteriores eran notablemente diferentes de sus contrapartes posteriores, ya que tenían un tono más claro que las monedas de cuproníquel acuñadas a partir de 1951 y resistían menos el desgaste. La moneda de cuproníquel contenía 75% de cobre y 25% de níquel.
La moneda medía 0,935 pulgadas (23,7 mm) de diámetro y pesaba 5,655 gramos⁣; esto no cambió con la moneda de cuproníquel. Los últimos chelines se acuñaron en 1968. Cuando se decimalizó la moneda, esta moneda continuó circulando junto con su reemplazo de cinco peniques (que también presentaba un toro en el reverso); el chelín finalmente se retiró de la circulación el 1 de enero de 1993, cuando se introdujo una moneda más pequeña de cinco peniques.
El diseño del reverso con un toro fue del artista inglés Percy Metcalfe . El anverso presentaba el arpa irlandesa. De 1928 a 1937, la fecha se dividió a ambos lados del arpa con el nombre Saorstát Éireann dando vueltas. De 1938 a 1968 la inscripción cambió a Éire a la izquierda del arpa y la fecha a la derecha.